# Salix gilashanica
Salix gilashanica là một loài thực vật có hoa trong họ Liễu. Loài này được C. Wang & P.Y. Fu miêu tả khoa học đầu tiên năm 1974.